# 太良村
太良村（たらむら）は、鹿児島県菱刈郡にあった村。現在の伊佐市の一部。

## 地理
川内川の上流南岸の山間部に位置していた。

## 歴史
- 1889年（明治22年）4月1日 - 菱刈郡南浦村、荒田村、川南村、里村、針持村が合併して村制施行し、太良村が発足[2][3]。
- 1891年（明治24年）8月8日 - 太良村を二分割し、大字南浦・荒田・川南で東太良村を、大字里・針持で西太良村をそれぞれ村制施行して廃止された[2][3][4]。